# Гречишкин, Василий Константинович
Васи́лий Константи́нович Гречи́шкин (26 июня 1910, Новосельцево, Тамбовская губерния — 17 сентября 1989) — военный лётчик, участник Великой Отечественной войны, командир звена 748-го бомбардировочного авиационного полка 3-й авиационной дивизии дальнего действия. Герой Советского Союза, Заслуженный лётчик-испытатель СССР.

## Биография
Родился 26 июня 1910 года в селе Новосельцево (ныне — в Тамбовском районе Тамбовской области) в семье крестьянина. В 1925 году окончил 7 классов школы в Тамбове, в 1929 году — первый курс вечернего рабфака. С 1925 года работал учеником слесаря в Тамбове. В 1930—1931 годах работал шофёром в Тамбовской лётной школе Гражданского Воздушного Флота. В 1933 году окончил школу лётчиков Гражданского Воздушного Флота в Тамбове. Служил в армии в 1934—1937 годах. В 1940 году окончил курсы командиров звеньев в Кировабаде.
На фронт попал в июне 1941 года в звании младшего лейтенанта. В первом же вылете при возвращении на аэродром его самолёт подбили зенитки, и лётчик привёл его с одним работающим мотором. 20 сентября 1941 года экипаж Гречишкина отличился при налёте на аэродром противника. Экипажу была объявлена благодарность, а сам Василий Гречишкин был представлен к правительственной награде. 2 октября 1941 года о подвиге лётчика Гречишкина объявили в ежедневной сводке Совинформбюро. В 1942 году вступил в ряды КПСС.
Отдельным Указом Президиума Верховного Совета СССР «О присвоении звания Героя Советского Союза старшему лейтенанту по авиации Гречишкину В. К.» от 24 февраля 1942 года за «образцовое выполнение боевых заданий командования на фронте борьбы с немецкими захватчиками и проявленные при этом отвагу и геройство» удостоен звания Героя Советского Союза с вручением ордена Ленина и медали «Золотая Звезда».
23 марта 1942 года был сбит, упал с высоты 500 метров с нераскрывшимся парашютом. Получил при этом контузию и больше на боевые задания не вылетал. Всего за время войны совершил 77 боевых вылетов на Ил-4 (из них 21 — ночью), уничтожил 17 вражеских самолётов.
В середине 1943 года лётчика отозвали на один из авиационных заводов, он стал лётчиком-испытателем. С июня 1944 по февраль 1947 года — лётчик транспортного отряда авиазавода № 23 в Москве. Проводил испытания Ту-4, Ан-8, Ил-12, Ту-70. Участвовал в госиспытаниях Ил-18, Ил-32. В 1961 году ему было присвоено звание «Заслуженный лётчик-испытатель СССР».
В 1962 году вышел в отставку в звании полковника. Проживал в Москве. Скончался 17 сентября 1989 года, похоронен в родном селе.

## Награды и звания
- Герой Советского Союза (20.02.1942).

Медаль «Золотая Звезда» (№ 679);
Орден Ленина.
- Орден Красного Знамени (трижды: 4.10.1941, 5.11.1954, 7.02.1957).
- Орден Отечественной Войны I степени (11.03.1985).
- Орден Красной Звезды (дважды: 15.11.1950, 9.03.1956).
- Заслуженный лётчик-испытатель СССР (14.03.1961).